# Молодёжная награда Академии
Молодёжная награ́да Акаде́мии (англ. Academy Juvenile Award) — номинация кинопремии «Оскар», существовавшая с 1935 по 1961 годы. Уменьшенная статуэтка кинопремии вручалась молодым актёрам, которым не исполнилось 18 лет. На протяжении вручения премии её получили 12 актёров и актрис, первой из которых была Ширли Темпл, а последней Хейли Миллс. С 1962 года несовершеннолетние актёры номинируются наравне со взрослыми.

## История
Специальные почётные награды кинопремии «Оскар» были учреждены и вручаются с 1929 года, то есть с первых дней существования Академии кинематографических искусств и наук. Премия «Оскар», впервые врученная 16 мая 1929 года, изначально не предусматривала специальной награды для несовершеннолетних актеров. Первым среди молодых детей-актёров, который был номинирован на премию «Оскар» в категории «Лучший актёр» был Джеки Купер, которому на тот момент исполнилось девять лет. Таким образом была отмечена его работа в комедийном фильме «Скиппи» (1931). Однако на 4-й церемонии награждения приз достался Лайонелу Барримору, а не Куперу. С учётом того, что дети-актёры могут оказаться в неравноправном положении участвуя наравне с своими взрослыми коллегами в таких конкурсных категориях как «Лучший актёр» и «Лучшая актриса», а также отсутствие на тот момент наград в категориях «Лучшая мужская роль второго плана»  и «Лучшая женская роль второго плана» было принято решение учредить почётную «Молодёжную награду Академии». Она должна была вручаться в знак признания выдающихся достижений в исполнении детских и юношеских ролей. Награда в этой категории представляла собой статуэтку уменьшенного формата, и по своим размерам уступала стандартной награде примерно в два раза.  
Первой такой награды удостоилась актриса Ширли Темпл, которой на момент присуждения было шесть лет. Она является самой юной актрисой в истории кино, получившей приз Американской киноакадемии (см. Список рекордов «Оскара»). 27 февраля 1935 года на 7-я церемонии награждения кинопремии Темпл получила эту награду с формулировкой «В знак благодарного признания её выдающегося успеха у кинозрителей в течение всего 1934 года», а спустя месяц, она оставила отпечатки своих рук и ног на голливудской Аллее славы возле китайского театра Граумана. После этого премия продолжала вручаться с перерывами в течение последующих 26 лет и эту награду получили 12 юных актёров и актрис. В последний раз, подобная «мини-награда» была вручена 17 апреля 1961 года на 33-й церемонии наград пятнадцатилетней английской актрисе Хэйли Миллс за исполнение роли в фильме «Поллианна» компании Уолта Диснея. При этом этот приз вручила лауреатке её первая обладательница — Ширли Темпл. 
В списке ниже указывается год, к которому относится творческий вклад лауреата награды. 
- 1934 — Ширли Темпл — признание выдающегося вклада в развлекательное кино
- 1935—1938 — не присуждалась
- 1938 — Дина Дурбин и Микки Руни — за весомый вклад в молодёжное кино
- 1939 — Джуди Гарленд — за её выдающуюся работу в молодёжном кино в течение прошлого года
- 1940—1943 — не присуждалась
- 1944 — Маргарет О’Брайен — выдающийся ребёнок-актёр 1944 года
- 1945 — Пегги Энн Гарнер — выдающийся ребёнок-актёр 1945 года
- 1946 — Клод Джарман — выдающийся ребёнок-актёр 1946 года
- 1947 — не присуждалась
- 1948 — Айван Джендл — за роль в фильме «Поиск» («The Search», 1948)
- 1949 — Бобби Дрисколл — выдающийся ребёнок-актёр 1949 года
- 1950—1953 — не присуждалась
- 1954 — Джон Уайтли и Винсент Уинтер — за выдающиеся роли в фильме «Маленькие похитители» («The Little Kidnappers»)
- 1955—1959 — не присуждалась
- 1960 — Хэйли Миллс — за роль в фильме «Полианна» («Pollyanna», 1960)